# Liste des lacs au Ghana
La liste des lacs au Ghana répertorie la liste non exhaustive des lacs présents sur le territoire ghanéen. Le lac volta est l'un des plus grands lac artificiel du continent africain.

## Types de lacs
La liste ci-dessous distingue grossièrement quelques types de lacs : 
- le lac de cratère

## Liste des lacs
La lagune de keta n'est pas listé parmi les lacs,.